# Conquista mongola de Kara-Kitai
El Imperio mongol conquistó el kanato de Kara-Kitai (dinastía Liao Occidental) en el año 1218 d. C.. Antes de la invasión, la guerra con la dinastía de los Jorezmitas y la usurpación del poder por parte del príncipe naimano Kuchlug habían debilitado al kanato de Kara-Kitai. Cuando Kuchlug sitió Almaliq, una ciudad perteneciente a los carlucos, vasallos del Imperio mongol, y mató a su gobernante Ozar, que era nieto político de Gengis Kan, Gengis envió una fuerza al mando de Jebe y de Barchuk para perseguir a Kuchlug.
Después de que su fuerza de 30 000 soldados fuera derrotada por Jebe en la capital kitana de Balasagun, Kuchlug se enfrentó a rebeliones por su impopular gobierno, lo que le obligó a huir al moderno Afganistán, donde fue capturado por cazadores en 1218, que lo entregaron a los mongoles, que lo decapitaron. Al derrotar a los Kara-Kitai, los mongoles tuvieron entonces una frontera directa con el Imperio corasmio, que pronto invadirían en 1219.

## Antecedentes
Después de que Gengis Khan derrotara a los naimanos en 1204, el príncipe naimano Kuchlug huyó de su tierra natal para refugiarse entre los Kara-Kitai. El gurkán Yelü Zhilugu lo acogió, y lo convirtió en consejero y comandante militar, llegando a casarse con una de sus hijas. Sin embargo, durante una guerra fronteriza con la dinastía Corasmia, Kuchlug inició un golpe de Estado contra Zhilegu. Después de que Kuchlug tomara el poder, permitió a Zhilegu gobernar el kanato de Kara-Kitai solo de nombre.
Cuando en 1213 murió el gurkán, Kuchlug tomó el control directo del kanato. Originalmente un nestoriano, una vez entre los kitai, Kuchlug se convirtió al budismo y comenzó a perseguir a la mayoría musulmana, obligándoles a convertirse al budismo o al cristianismo, una medida que alejó a Kuchlug de la mayoría de la población.

## Inicio del conflicto
La invasión se precipitó cuando Kuchlug sitió la ciudad carluca de Almaliq, que era vasalla del Imperio mongol y cuyo gobernante, Ozar, estaba casado con una hija de Jochi. Ozar fue asesinado y Kuchlug avanzó sobre la ciudad, que solicitó ayuda a Gengis Kan.

## Invasión
En 1218, tras solicitar a Muhammad II de los Jorezmitas que no ayudara a Kuchlug, Gengis Kan envió al general Jebe con dos tumen (20 000 soldados), junto con el uigur Barchuk (que era yerno de Gengis Kan) y posiblemente también Arslan Khan, gobernante de la ciudad karluk Qayaliq y otro yerno de Gengis Kan, para hacer frente a la amenaza Kara-Kitai, mientras que envió a Subutai con otros dos tumen en una campaña simultánea contra los merkits.
Los dos ejércitos viajaron uno junto al otro a través de las montañas Altái y las montañas Tarbagatai hasta llegar a Almaliq. En ese momento, Subutai giró hacia el suroeste, destruyendo a los merkits y protegiendo el flanco de Jebe contra cualquier ataque repentino de Corasmia. Jebe relevó a Almaliq y luego se trasladó al sur del lago Baljash a las tierras de los  Kara-Kitai, donde sitió la capital de Balasagun. Allí, Jebe derrotó a un ejército de 30 000 soldados y Kuchlug huyó a Kasgar. Aprovechando los disturbios que se estaban produciendo bajo el gobierno de Kuchlug, Jebe se ganó el apoyo de la población musulmana anunciando que la política de persecución religiosa de Kuchlug había terminado.
Cuando el ejército de Jebe llegó a Kashgar en 1217, la población se rebeló y se volvió contra Kuchlug, obligándole a huir para salvar la vida. Jebe persiguió a Kuchlug a través de los montes Pamir hasta Badakhshan, en el moderno Afganistán. Según Ata-Malik Juvayni, un grupo de cazadores capturó a Kuchlug y lo entregó a los mongoles, que rápidamente lo decapitaron.

## Consecuencias
Con la muerte de Kuchlug, el Imperio mongol se aseguró el control de los Kara-Kitai. Otro segmento de los Kara-Kitai, de una dinastía fundada por Buraq Hajib, sobrevivió en la región de Kerman como vasallos de los mongoles, pero dejó de existir como entidad independiente durante el reinado del gobernante mongol del Ilkanato Öljeitü. Los mongoles tuvieron entonces un firme puesto de avanzada en Asia Central que limitaba directamente con el Imperio corasmio. Las relaciones con los corasmios se rompieron rápidamente, lo que llevó a la invasión mongola de ese territorio.